# لینکووو
لینکووو (به لاتین: Linkowo) یک روستا در لهستان است که در گمینا کنتژن واقع شده‌است. لینکووو ۱۳۳ نفر جمعیت دارد.